# Гидроксид кобальта(III)
Гидроксид кобальта(III) — неорганическое соединение,
гидроксид кобальта с формулой Co(OH)3 (или CoOOH•H2O),
темно-коричневое вещество,
не растворяется в воде.

## Получение
- Действие окислителей на соли кобальта(II) в щелочной среде:

{\displaystyle {\mathsf {2CoSO_{4}+H_{2}O_{2}+4NaOH\ {\xrightarrow {}}\ 2Co(OH)_{3}\downarrow +2Na_{2}SO_{4}}}}

## Физические свойства
Гидроксид кобальта(III) образует гигроскопичное темно-коричневое вещество,
содержание воды обычно меньше стехиометрического.
Разлагается на свету.
Не растворяется в воде.
Ar((CO)(OH)3)=1428

## Химические свойства
- С трудом реагирует с кислотами:

{\displaystyle {\mathsf {4Co(OH)_{3}+4H_{2}SO_{4}\ {\xrightarrow {}}\ 4CoSO_{4}+O_{2}\uparrow +10H_{2}O}}}
{\displaystyle {\mathsf {2Co(OH)_{3}+6HCl\ {\xrightarrow {}}\ 2CoCl_{2}+Cl_{2}\uparrow +6H_{2}O}}}
- Разлагается при нагревании:

{\displaystyle {\mathsf {Co(OH)_{3}\ \xrightarrow {100^{o}C} \ CoO(OH)+H_{2}O}}.}
{\displaystyle {\mathsf {4CoO(OH)\ \xrightarrow {150^{o}C} \ 4CoO+O_{2}+2H_{2}O}}.}